# Manoir de La Gazaille
Le manoir de La Gazaille est une demeure de la fin du XVe siècle située à Carsac-Aillac, dans le Périgord noir en France.

## Historique
Le manoir de La Gazaille est un ancien repaire noble construit au XVe siècle, fief de la famille Bars de La Gazaille. Le fief est passé à la famille du Bouscot au milieu du XVIe siècle. Il a été transformé et embelli aux XVIe et XVIIe siècles. Un grand bâtiment avec des pavillons à ses extrémités placé perpendiculairement a été construit en 1640. La famille du Bouscot émigre en 1792 et passe alors à la famille Playoult.
Le manoir a été restauré en 1995 par les nouveaux propriétaires.

## Description
Cet édifice est un logis rectangulaire éclairé par deux fenêtres à meneaux dont une a été transformée en porte. Une tourelle ronde coiffée en poivrière est contre l'angle nord-ouest.
Le manoir s'ouvre sur une terrasse bordé par une balustrade donnant une vue sur la vallée de la Dordogne.

## Protection
Les façades et les toitures sont inscrites au titre des monuments historiques le 6 août 1956.